# محمدامین ولیان
محمدامین ولیان (زادهٔ ۱۳۶۸) دانشجو و عضو شورای مرکزی انجمن اسلامی دانشگاه دامغان است که پس از دستگیری در اعتراضات عاشورای ۱۳۸۸ تهران به اتهام محاربه به اعدام محکوم شد. دادستانی انقلاب در روز ۱۰ اسفند ۱۳۸۸ در اطلاعیه‌ای تأیید حکم اعدام وی در دادگاه تجدیدنظر را اعلام کرد.
ولیان در دادگاه اعتراف کرده بود که در این روز شعار «مرگ بر دیکتاتور» داده و برای دفاع از خود و در پاسخ به آن‌چه سرکوب معترضان توصیف کرده سه بار به سوی نیروهای نظامی و لباس شخصی سنگ پرتاب کرده ولی این سنگ‌ها به کسی آسیب نزده‌است.
روز ۲۵ اردیبهشت ۱۳۸۹ شعبه ۵۴ دادگاه تجدیدنظر استان تهران محمدامین ولیان را به ۴۲ ماه حبس تعزیری و پرداخت ۳۰۰هزار تومان جزای نقدی محکوم کرد.

## تکذیب پشتیبانی مکارم شیرازی از حکم اعدام
برخی رسانه‌ها مدعی شدند حکم قاضی صلواتی برای اعدام ولیان با استناد به فتوایی از ناصر مکارم شیرازی بوده‌است. اما دفتر مکارم شیرازی صدور هرگونه فتوایی در این مورد را تکذیب کرد و حتی خواستار عفو افرادی شد که وابسته به گروهای خاص فاسد و مفسد بیگانه نیستند.

## اعتراض به حکم اعدام
صدور بدوی و سپس تأیید مجدد حکم اعدام برای یک جوان ۲۰ ساله اعتراضات زیادی را در میان فعالان سیاسی، مدنی و دانشگاهی برانگیخت.

### از سوی عامل بازداشت ولیان
به ‌گفتهٔ «خبرگزاری مجموعه فعالان حقوق بشر در ایران» حتی دانشجویی بسیجی در دانشگاه دامغان که خود با انتشار شبنامه‌ای علیه ولیان و اشاره به شرکت او در تظاهرات روز عاشورا سبب‌ساز بازداشت وی شده بود، پس از صدور این حکم برای درخواست لغو حکم اعدام او اقدام به گردآوری امضا از دانشجویان دانشگاه خود کرده‌است.

### دفتر تحکیم وحدت
شورای عمومی دفتر تحکیم وحدت نیز با صدور بیانیه‌ای به حکم اعدام این عضو خود شدیداً اعتراض کرده و خواهان لغو فوری این حکم شده‌است. تحکیم وحدت در این بیانیه ضمن دعوت از میرحسین موسوی و مهدی کروبی برای واکنش به این موضوع، به جناح اقتدارگرای نظام هشدار داده بود که تاوان سنگینی را برای اعدام ولیان خواهد پرداخت.

### جوامع حقوق بشری
فدراسیون بین‌المللی جامعه‌های حقوق بشر (FIDH) و جامعه دفاع از حقوق بشر در ایران (LDDHI) نیز صدور حکم اعدام محمد امین ولیان، دانشجو و فعال ۲۰ ساله را به شدت محکوم کردند.

### سران جنبش سبز
مهدی کروبی، از نامزدهای معترض به نتایج انتخابات ریاست جمهوری در ایران، با انتقاد شدید از قوه قضاییه به دلیل محکوم کردن معترضان خیابانی به «محاربه»، خواستار لغو حکم اعدام محمدامین ولیان شد.

### سایر واکنش ها
فیلیپ کرولی سخنگوی وزارت خارجه آمریکا نیز نگرانی شدید دولت آمریکا را از چنین حکمی اعلام و به این موضوع اشاره کرد که ولیان فقط به‌خاطر پرتاب چند سنگ به «محاربه با خدا» محکوم شده‌است.